# Хылдан, Кэтэлин
Кэтэлин Георге Хылдан (рум. Cătălin George Hîldan; 3 февраля 1976, Брэнешть — 5 октября 2000, Олтеница) — румынский футболист, полузащитник, выступал за  «Динамо (Бухарест)», «Тырговиште» и национальную сборную Румынии. Умер на футбольном поле во время матча от остановки сердца.

## Клубная карьера
С 8 лет занимался регби, в 10 лет поступил в футбольную школу бухарестского «Динамо». Был неоднократным чемпионом Румынии в различных детско-юношеских возрастных категориях. Дебютировал за основной состав «Динамо» 2 октября 1994 года в румынском дерби против «Стяуа». Выступал на правах аренды за «Тырговиште»,  помог клубу выйти в высший дивизион. Вернувшись в «Динамо», закрепился в основном составе и через пару лет стал капитаном команды и любимцем болельщиков.

## Карьера в сборной
Дебютировал за сборную в 1999 году в матче против Эстонии. За сборную сыграл 8 игр и забил всего один гол 4 февраля 2000 года в ворота сборной Грузии, однако он при этом стал 900-м в истории национальной сборной Румынии. Хылдан был в составе сборной Румынии на ЧЕ 2000, но не принял участие ни в одном матче.

## Смерть
5 октября 2000 года в Олтенице на 74-й минуте товарищеского матча «Динамо» с местной командой «Шантьерул Навол», Кэтэлин Хылдан потерял сознание и упал на газон. Врачи диагностировали остановку сердца, 24-летний футболист был экстренно госпитализирован в больницу, но спасти его не удалось.
Похоронен на кладбище Брэнешть возле Бухареста.

## Память
В знак уважения к умершему футболисту руководство клуба изъяло из обращения и пожизненно закрепило за Хылданом его 11-й игровой номер. Северная трибуна домашней арены клуба получила официальное название «Трибуна Кэтэлина Хылдана» (рум. Peluza Cătălin Hîldan). Болельщики клуба выражают своё уважение к Хылдану прозвищем Неповторимый Капитан (рум. Unicul Căpitan) и скандированием его имени на стадионе во время футбольных матчей.

## Личная жизнь
- У Кэтэлина Хылдана была невеста Роксана[2].
- Близким другом Хылдана был Флорентин Петре, с которым они были знакомы ещё по футбольной школе бухарестского «Динамо»[2].
- Старший брат Кэтэлина — Кристиан, регбист, главный тренер бухарестского «Динамо» и президент ассоциации «Только Динамо Бухарест»[3].